# Lijst van oorlogsmonumenten in De Wolden
De Nederlandse gemeente De Wolden heeft negen oorlogsmonumenten. Hieronder een overzicht.
| Nr.  | Object                           | Herdachte groep                                | Ontwerper                                     | Onthulling        | Type        | Locatie                                | Plaats     | Coördinaten                   | Foto                             |
| ---- | -------------------------------- | ---------------------------------------------- | --------------------------------------------- | ----------------- | ----------- | -------------------------------------- | ---------- | ----------------------------- | -------------------------------- |
| 549  | Oorlogsmonument                  | algemeen, burgerslachtoffers                   |                                               |                   | gedenksteen | Hoofdstraat 69, 7921 GD                | Zuidwolde  | 52° 40' 29" NB, 6° 25' 49" OL | Oorlogsmonument                  |
| 1581 | Monument op de Brink             | allen                                          |                                               |                   | gedenksteen | Brink, 7963 AA                         | Ruinen     | 52° 45' 50" NB, 6° 21' 38" OL | Monument op de Brink             |
| 1583 | Monument voor Gerrit Bennink     | militairen in dienst van het Ned. Kon. na 1945 |                                               | 14 december 1995  | plaquette   | Hoofdstraat 69, 7921 AD                | Zuidwolde  | 52° 40' 29" NB, 6° 25' 49" OL |                                  |
| 1584 | Monument Dorpsstraat             | militairen in dienst van het Ned. Kon. na 1945 | Steenhouwerij Wicubo (Wiebe Cuperus Bolsward) |                   | gedenksteen | Dorpsstraat, 7958 RK                   | Koekange   | 52° 42' 2" NB, 6° 19' 8" OL   |                                  |
| 1585 | Monument voor dr. E.J. Roelfsema | verzet Nederland                               |                                               | 28 september 1948 | gedenksteen | Munnekenweg t.h.v. Tolhuisweg, 7963 PV | Ruinen     | 52° 45' 54" NB, 6° 23' 3" OL  | Monument voor dr. E.J. Roelfsema |
| 1836 | Joods monument                   | vervolgden Nederland                           |                                               | 20 maart 2006     | gedenksteen | Brink, 7963 AA                         | Ruinen     | 52° 45' 49" NB, 6° 21' 38" OL | Joods monument                   |
| 3137 | Monument 'Kamp Gijsselte'        | vervolgden Nederland, burgerslachtoffers       |                                               | 10 april 2008     | gedenksteen | Gijsselterweg 14                       | Gijsselte  | 52° 44' 50" NB, 6° 24' 60" OL | Monument 'Kamp Gijsselte'        |
| 3306 | Oorlogsmonument                  | burgerslachtoffers                             |                                               |                   | gedenksteen | Kerkweg, 7961                          | Ruinerwold | 52° 43' 4" NB, 6° 14' 48" OL  |                                  |
|      | Stolpersteine                    | vervolgden Nederland                           | Gunter Demnig                                 |                   | plaquette   | Zie Stolpersteine in De Wolden         | Ruinerwold |                               |                                  |

Aa en Hunze ·
Assen ·
Borger-Odoorn ·
Coevorden ·
De Wolden ·
Emmen ·
Hoogeveen ·
Meppel ·
Midden-Drenthe ·
Noordenveld ·
Tynaarlo ·
Westerveld